# Leon (Kansas)
Leon es una ciudad ubicada en el condado de Butler en el estado estadounidense de Kansas. En el año 2010 tenía una población de 704 habitantes y una densidad poblacional de 469,33 personas por km².

## Geografía
Leon se encuentra ubicada en las coordenadas 37°41′22″N 96°46′59″O / 37.689516, -96.783109 (37.689516, -96.783109).

## Demografía
Según la Oficina del Censo en 2000 los ingresos medios por hogar en la localidad eran de $40,089 y los ingresos medios por familia eran $48,000. Los hombres tenían unos ingresos medios de $35,938 frente a los $25,859 para las mujeres. La renta per cápita para la localidad era de $18,953. Alrededor del 6.6% de la población estaban por debajo del umbral de pobreza.